# مارگریت کلارک
مارگریت کلارک (انگلیسی: Marguerite Clark؛ ۲۲ فوریهٔ ۱۸۸۳ – ۲۵ سپتامبر ۱۹۴۰) یک هنرپیشه اهل ایالات متحده آمریکا بود.